# Enviado Especial
Enviado especial es un programa televisivo, dentro de la categoría reportaje/documental, producido y presentado por y Jalis de la Serna para La Sexta. El programa, estrenado el jueves 11 de febrero de 2016, consistió en que un periodista y una cámara investigan y entrevistan sobre temas nunca vistos en televisión.

## Formato
Son reportajes que muestran a españoles fuera de nuestras fronteras con historias que jamás se han contado en televisión. Es el tercer proyecto para Atresmedia televisión en el que se embarca Jalis de la Serna (esta vez en solitario) tras los éxitos cosechados con Encarcelados y En tierra hostil. En los reportajes se entrevista a alguna de estas personas.

## Equipo técnico
El periodista que ha participado en el programa es: 
- Jalis de la Serna (2016 - Presente).

## Audiencias

### Temporada 1
| Programa | Título                         | Día de emisión | Audiencia         |
| -------- | ------------------------------ | -------------- | ----------------- |
| 1        | Caso Pablo Ibar                | 11/02/2016     | 1 460 000 (7,6%)  |
| 2        | El estado de los obesos        | 13/09/2016     | 1 756 000 (10,1%) |
| 3        | El país de las armas           | 20/09/2016     | 1 079 000 (6,5%)  |
| 4        | El futuro en 3D                | 27/09/2016     | 1 259 000 (7,2%)  |
| 5        | La fábrica del mundo           | 04/10/2016     | 1 850 000 (10,6%) |
| 6        | El cerebro del mundo           | 11/10/2016     | 1 527 000 (8,9%)  |
| 7        | El desierto de los prodigiosos | 18/10/2016     | 1 944 000 (10,9%) |
| 8        | El techo del mundo             | 25/10/2016     | 1 665 000 (9,4%)  |

### Temporada 2
| Programa | Título                           | Día de emisión | Audiencia        |
| -------- | -------------------------------- | -------------- | ---------------- |
| 9        | El destino de la humanidad       | 12/04/2018     | 1 329 000 (7,6%) |
| 10       | El sexto continente              | 19/04/2018     | 1 293 000 (7,6%) |
| 11       | El imperio de los robots         | 26/04/2018     | 1 177 000 (7,0%) |
| 12       | El laboratorio del futuro        | 03/05/2018     | 1 141 000 (6,9%) |
| 13       | El país de la educación          | 10/05/2018     | 1 389 000 (8,1%) |
| 14       | La ciudad del mañana             | 17/05/2018     | 1 508 000 (8,8%) |
| 15       | La semilla que alimenta el mundo | 24/05/2018     | 1 191 000 (7,2%) |
| 16       | La nación digital                | 07/05/2018     | 1 348 000 (8,1%) |

### Temporada 3
| Programa | Título                              | Día de emisión | Audiencia        |
| -------- | ----------------------------------- | -------------- | ---------------- |
| 17       | El país del agua                    | 23/10/2019     | 1 176 000 (7,9%) |
| 18       | El país del alquiler                | 30/10/2019     | 961 000 (6,7%)   |
| 19       | El país de la (des)conexión         | 06/11/2019     | 761 000 (5,4%)   |
| 20       | El país del bienestar               | 13/11/2019     | 849 000 (5,8%)   |
| 21       | El país de la repoblación           | 20/11/2019     | 818 000 (5,3%)   |
| 22       | El país bajo en azúcar              | 26/11/2019     | 973 000 (6,5%)   |
| 23       | El país de la proteína              | 03/12/2019     | 1 196 000 (8,1%) |
| 24       | El país de la transición energética | 10/12/2019     | 1 036 000 (7,1%) |

### Temporada 4
| Programa | Título                 | Día de emisión | Audiencia      |
| -------- | ---------------------- | -------------- | -------------- |
| 25       | Ropa basura            | 24/10/2023     | 680 000 (6,4%) |
| 26       | Turismo sexual         | 07/11/2023     | 494 000 (5,1%) |
| 27       | La otra cara del cacao | 14/11/2023     | 597 000 (5,4%) |
| 28       | La pandemia silenciona | 21/11/2023     | 504 000 (5,0%) |
| 29       | El régimen del gas     | 28/11/2023     | 851 000 (7,6%) |
| 30       | Tierra de caprichos    | 12/12/2023     | 564 000 (5,0%) |

## Audiencia media de todas las ediciones
| Edición                              | Programas | Fecha | Cadena  | Espectadores | Cuota |
| ------------------------------------ | --------- | ----- | ------- | ------------ | ----- |
| Enviado especial (Primera temporada) | 8         | 2016  | LaSexta | 1 567 000    | 8,9%  |
| Enviado especial (Segunda temporada) | 8         | 2018  | LaSexta | 1 297 000    | 7,6%  |
| Enviado especial (Tercera temporada) | 8         | 2019  | LaSexta | 971 000      | 6,6%  |
| Enviado especial (Cuarta temporada)  | 6         | 2023  | LaSexta | 615 000      | 5,8%  |